# Carsten Sänger
Carsten Sänger (Erfurt, 8 novembre 1962) è un allenatore di calcio ed ex calciatore tedesco orientale dal 1990 tedesco, di ruolo difensore.